# Herepei János (lelkész)
Herepei János (Lozsád, Hunyad megye, 1763. július 3. – Kolozsvár, 1812. május 9.) református lelkész és teológiai tanár, Herepei Ádám öccse, Herepei Gergely és Herepei Károly édesapja.

## Élete
Herepei István lelkész és Jéri Éva fia. Első nevelését atyjától kapta, és tanulmányait a nagyenyedi főiskolán fejezte be 1789-ben. Azután külföldi egyetemre ment, Göttingenbe, ahol két évet (1790-91) töltött. 1792-től 1796-ig szászvárosi segédlelkész volt, mikor Vízaknára vitték lelkésznek, ahol 1806-ig szolgált. Ekkor a kolozsvári református főiskolán lett teológiai professzor, ahol haláláig tanári katedrája mellett minden nevezetesebb halotti alkalomkor mint közkedveltségű szónok tevékentkedett. Ő volt Erdélyben az újabb magyar egyházi szónoklat megalapítója.

## Munkái
- Az asszonynak jussai, melyeket Teleki Polyxena gróf malomvizi Kendeffi János... élete párjának temetési tisztességére beszédbe szedett. Szent-Györgyhava 2. 1797. Kolozsváron. Kolozsvár, 1799. (Az asszonynak jussai és ékessége cz., Szilágyi Ferenci halotti tanításával együtt.)
- Az ifju a virtusnak utján, melyet néhai mélt. malomvizi gróf Kendeffi János... utolsó érdemlett tisztességtételére egy halotti beszédben foglalt és elmondott Orja-Boldogfalván... 1801. jan. 4. Kolozsvár, 1801. (A virtus utára tanító halál cz. és Szilágyi Ferencz gyászbeszédével együtt.)
- Tekintetes Vita Sámuel ur temetése érdemlett tisztességére a kolozsvári ref. belső templomban 1807. máj. 3. elmondott beszéde. Kolozsvár.
- Azok a pontok, melyekből az asszonyokat nézni, és megítélni kell. N. b. e. Losonczi Bánffi Klára... temetési tisztességére halotti beszédben előadta nov. 18. 1804. Kolozsvár, 1805. (A megkoronáztatott asszonyember cz., Tompa János halotti beszédével együtt.)
- Az asszonyoknak a világi dolgokba való béfolyásokról. Méltgs. Harsányi Klárának Mélt. M. idősb Kendeffi József ur élete kedves párjának temetési tisztességére, halotti beszédben előadta Déván ápr. 21. 1805. Kolozsvár, 1806. (Sala Mihály, Egy dicsérendő asszonynak ékes képe cz. halotti beszédével.)
- A maga dolgaiban szorgalmatos ember vagy M. Berényi l. báró Rafiák Ádám ur ő nagysága. Halotti beszédben előadta 1803. szept. 4. Mikeszászon. Kolozsvár, 1806.
- A temető bölcs oskola. Néhai mélt. l. báronissa Losonczi Bánffi Theresia, néhai mélt. kisrhédei Rhédei Mihály özvegyének... temetési érdemlett tiszteletére előadta a kolozsvári ref. belső templomban 1807. máj. 31. Kolozsvár, 1807. (Két halotti beszédek cz., Szilágyi Ferenczével együtt.)
- A keresztény vagy N. b. e. gy. monostori tek. Kabos Ferencz úr halotti beszédben előadta 1806. jun. 15. a kolozsvári belső templomban. Kolozsvár, 1807.
- Beszéd gróf Bethlen Lászlónak; Hunyad vármegyei főispánságra Déván 1807. okt. 6. véghez ment beiktatásának alkalmatosságaival. Kolozsvár. (Többek beszédével együtt.)
- Ferencz császár és király névnapján. Déva 1807. nov. 6. Kolozsvár.
- Halotti beszéd Méhes György felett 1809. ápr. 16. Kolozsvár.
- A követésre méltó példa. Vagy méltgs. Katona Mihály úr udvari consiliarius és nemes Kővár vidékének főkapitánya. Halotti beszédben előadta Berkeszen 1809. okt. 1. Kolozsvár, 1810. (Két szép halotti beszédek cz., Szilágyi Ferencz beszédével együtt.)
- Azok a pontok melyekből az asszonyokat nézni s megítélni kell... losonczi Bánffi Klára gróf Bethlen László özvegyének temetési tisztességére halotti beszédben előadta M.-Vásárhelyen a ref. templomban nov. 18. 1804. Kolozsvár, 1823.

A szerencsétlen báró Radák Polyxena (aki szerelmi bánatában megmérgezte magát) felett mondott gyászbeszédéért a kolozsvári nők egy szelencében száz aranyat küldtek neki elismerésül.
A kenyérmezei ütközetről 1799-ben írt költeményét a Hunyad (1889. 10. sz.) közölte.
Kéziratban maradt Keresztyén egyháztörténet című műve.

## Kapcsolódó lapok
- Kőrösi Csoma Sándor
- Bolyai Farkas